# Karolewo (Środa Wielkopolska)
Pour les articles homonymes, voir Karolewo.
Karolewo (prononciation : [karɔˈlɛvɔ]) est un village polonais de la gmina de Dominowo dans le powiat de Środa Wielkopolska de la voïvodie de Grande-Pologne dans le centre-ouest de la Pologne.
Il se situe à environ 5 kilomètres au nord-ouest de Dominowo (siège de la gmina), à 12 kilomètres au nord de Środa Wielkopolska (siège du powiat) et à 28 kilomètres à l'est de Poznań (capitale régionale).

## Histoire
De 1975 à 1998, le village faisait partie du territoire de la voïvodie de Poznań.

Depuis 1999, Karolewo est situé dans la voïvodie de Grande-Pologne.